# Bloomsbury Publishing
Bloomsbury Publishing és una editorial britànica amb presència internacional tant amb obres de ficció com de no-ficció. És un dels membres de l'Índex FTSE SmallCap. L'oficina central de Bloomsbury es troba a Bloomsbury, una zona del districte londinenc de Camden. Té una oficina editorial nord-americana a la ciutat de Nova York, una oficina editorial índia a Nova Delhi, una oficina de vendes australiana a Sydney i altres oficines editorials al Regne Unit, inclosa una oficina a Oxford. El creixement de la companyia durant les dues últimes dècades es deu principalment a la sèrie Harry Potter de J. K. Rowling i, a partir de 2008, al desenvolupament de la seva divisió de publicació acadèmica i professional.
La divisió Academic & Professional de l'editorial Bloomsbury va guanyar el Premi de la indústria del llibreter a l'editor acadèmic, educatiu i professional tant de l'any 2013 com 2014.

## Història
L'empresa va ser fundada l'any 1986 per Nigel Newton després d'haver treballat per altres editorials. L'any 1994 va entrar en borsa i va recaptar 5,5 milions de lliures que es van utilitzar per finançar l'expansió de l'empresa en llibres de butxaca i per a nens. Una emissió de drets d'accions l'any 1998 va recaptar 6,1 milions de lliures esterlines més, que es van utilitzar per ampliar la companyia, en particular per fundar una sucursal als Estats Units. El 1998 es va fundar Bloomsbury USA. Bloomsbury USA Books for Young Readers es va formar l'any 2002 i, el 2005, Bloomsbury va adquirir Walker & Co, una petita empresa dedicada a la publicació de no-ficció. La marca Walker es va suspendre el 2015 i es va vendre a Walker Publishing Company.
El desembre de 2008, Bloomsbury va obrir una sucursal a Doha (Qatar), en col·laboració amb la Qatar Foundation. L'editorial creada, anomenada Bloomsbury Qatar Foundation Publishing, treballava principalment amb literatura anglesa i àrab.
Bloomsbury Qatar Foundation Journals (BQFJ), una editorial acadèmica d'accés obert i avaluada per experts, es va crear el desembre de 2010 com a empresa conjunta amb la Qatar Foundation. Els articles de recerca de revistes es van publicar a través del lloc web de BQFJ Qscience.com. L'associació de la companyia amb la Qatar Foundation va finalitzar el desembre de 2015 i totes les obres de Bloomsbury Qatar Foundation Publishing es van incorporar a HBKU Press, de propietat qatariana. En el moment de la dissolució de BQFP, havia publicat més de dos-cents llibres. Les obres de BQFJ també es van incorporar a HBKU Press.
El 2012, Bloomsbury va establir una oficina editorial a l'Índia.

## Adquisicions i empremtes
Entre les empreses, les llistes de llibres i els segells que ha adquirit Bloomsbury hi ha:
- Bloomsbury Academic (1986)
- A & C Black (2000)
- Whitaker's Almanack (2002)
- T & AD Poyser (2002)
- Thomas Reed Publications (2002)
- Peter Collin Publishing (2002)
- Andrew Brodie Publications (2003)
- Walker Publishing Company (2004)
- Methuen Drama (2006)
- Berg Publishers (2008)
- John Wisden & Co (2008)
- Arden Shakespeare (2008)
- Tottel Publishing (2009)
- Bristol Classical Press (2010)
- Continuum International Publishing Group (2011)
- Absolute Press (2011)[10]
- Fairchild Books (2012)
- Applied Visual Arts Publishing (2012)
- Hart Publishing (2013)
- Osprey Publishing (2014)
- I. B. Tauris (2018)
- Head of Zeus (2021)[11]